# Canada aux Jeux paralympiques d'hiver de 2022
Le Canada participe aux Jeux paralympiques d'hiver de 2022 du 4 au 13 mars 2022 à Pékin, en Chine. Il s'agit de la treizième participation de ce pays aux Jeux paralympiques d'hiver, le Canada ayant été présent à tous les Jeux d'hiver.

## Délégation
Le Comité paralympique canadien a annoncé le 20 février 2022 la composition de sa délégation formée de 49 athlètes.
La délégation canadienne a remporté 25 médailles. La première médaille a été remportée par Mollie Jepsen en ski alpin et elle sera nommée porte-drapeau pour la cérémonie de clôture.

## Médaillés
| Sport                    | Discipline                     | Athlète(s) | Performance                   | Date         |
| Médailles d'or : 8       |                                | |                               |              |
| Biathlon                 | 10 km debout hommes            | Mark Arendz | 31 min 45 s 2                 | 8 mars 2022  |
| Ski alpin                | Descente debout femmes         | Mollie Jepsen | 1 min 21 s 75                 | 5 mars 2022  |
| Snowboard                | Snowboard Cross SB-LL1 hommes  | Tyler Turner | 1 min 04 s 24                 | 7 mars 2022  |
| Ski de fond              | 20 km classique hommes         | Brian McKeever | 55 min 36 s 07                | 7 mars 2022  |
| Ski de fond              | 1.5 km sprint hommes           | Brian McKeever | 3 min 19 s 50                 | 9 mars 2022  |
| Ski de fond              | 10 km libre hommes             | Brian McKeever | 33 min 06 s 6                 | 12 mars 2022 |
| Ski de fond              | 15 km classique debout femmes  | Natalie Wilkie | 48 min 04 s 8                 | 7 mars 2022  |
| Ski de fond              | 1,5 km sprint debout femmes    | Natalie Wilkie | 3 min 11 s 87                 | 9 mars 2022  |
| Médailles d'argent : 6   |                                | |                               |              |
| Biathlon                 | 12,5 km debout hommes          | Mark Arendz |                               |              |
| Ski alpin                |                                | Mollie Jepsen |                               |              |
| Ski alpin                | Mac Marcoux                    | |                               |              |
| Snowboard                | Snowboard Cross SB-LL2 femmes  | Lisa DeJong |                               |              |
| Ski de fond              | 10 km libre femmes             | Natalie Wilkie | 41 min 45 s 3                 |              |
| Para-hockey sur glace    | Tournoi hommes                 | \| No \| Nom \| Position \| Club \| \| ----- \| ------------------ \| --------- \| ----------------------- \| \| +002, \| Rod Crane \| Défenseur \| \| \| +005, \| Tyrone Henry - A \| Défenseur \| \| \| +006, \| Rob Armstrong \| Défenseur \| \| \| +011, \| Adam Dixon \| Défenseur \| \| \| +015, \| Branden Sison \| Défenseur \| Edmonton Impact \| \| +004, \| James Dunn - A \| Attaquant \| \| \| +007, \| Zach Lavine \| Attaquant \| \| \| +008, \| Tyler McGregor - C \| Attaquant \| \| \| +010, \| Ben Delaney \| Attaquant \| \| \| +012, \| Greg Westlake \| Attaquant \| \| \| +018, \| Billy Bridges \| Attaquant \| \| \| +022, \| Garrett Riley \| Attaquant \| \| \| +023, \| Liam Hickey - A \| Attaquant \| \| \| +026, \| Anton Jacobs-Webb \| Attaquant \| Équipe nationale senior \| \| +028, \| Antoine Lehoux \| Attaquant \| \| \| +031, \| Dominic Larocque \| Gardien \| \| \| +054, \| Adam Kingsmill \| Gardien \| \| | Défaite contre les États-Unis | 13 mars 2022 |
| Médailles de bronze : 11 |                                | |                               |              |
| Biathlon                 | 6 km debout hommes             | Mark Arendz | 17 min 13 s 6                 | 5 mars 2022  |
| Biathlon                 | 12.5 km debout femmes          | Brittany Hudak | 49 min 03 s 4                 | 11 mars 2022 |
| Curling                  | Mixte                          | Mark Ideson Ina Forrest Dennis Thiessen Jon Thurston Collinda Joseph |                               | 11 mars 2022 |
| Ski alpin                | Super-G debout hommes          | Alexis Guimond | 1 min 10 s 02                 | 6 mars 2022  |
| Ski alpin                | Super-G debout femmes          | Alana Ramsay | 1 min 16 s 84                 | 6 mars 2022  |
| Ski alpin                | Super combiné debout femmes    | Alana Ramsay | 2 min 06 s 33                 | 7 mars 2022  |
| Ski de fond              | 15 km assis hommes             | Collin Cameron | 47 min 36 s 6                 | 6 mars 2022  |
| Ski de fond              | 1.5 km sprint assis hommes     | Collin Cameron | 2 min 46 s 30                 | 9 mars 2022  |
| Ski de fond              | 15 km classique, debout femmes | Brittany Hudak | 49 min 27 s 8                 | 7 mars 2022  |
| Ski de fond              | Relais mixte 4 × 2.5 km        | Collin Cameron Emily Young Mark Arendz Natalie Wilkie | 27 min 00 s 6                 | 13 mars 2022 |
| Snowboard                | Banked slalom, SB-LL1 hommes   | Tyler Turner | 1 min 12 s 84                 | 11 mars 2022 |
| No                       | Nom                            | Position | Club                          |              |
| +002,                    | Rod Crane                      | Défenseur |                               |              |
| +005,                    | Tyrone Henry - A               | Défenseur |                               |              |
| +006,                    | Rob Armstrong                  | Défenseur |                               |              |
| +011,                    | Adam Dixon                     | Défenseur |                               |              |
| +015,                    | Branden Sison                  | Défenseur | Edmonton Impact               |              |
| +004,                    | James Dunn - A                 | Attaquant |                               |              |
| +007,                    | Zach Lavine                    | Attaquant |                               |              |
| +008,                    | Tyler McGregor - C             | Attaquant |                               |              |
| +010,                    | Ben Delaney                    | Attaquant |                               |              |
| +012,                    | Greg Westlake                  | Attaquant |                               |              |
| +018,                    | Billy Bridges                  | Attaquant |                               |              |
| +022,                    | Garrett Riley                  | Attaquant |                               |              |
| +023,                    | Liam Hickey - A                | Attaquant |                               |              |
| +026,                    | Anton Jacobs-Webb              | Attaquant | Équipe nationale senior       |              |
| +028,                    | Antoine Lehoux                 | Attaquant |                               |              |
| +031,                    | Dominic Larocque               | Gardien |                               |              |
| +054,                    | Adam Kingsmill                 | Gardien |                               |              |

- Mollie Jepsen
- Mark Arendz
- Tyler Turner
- Brian McKeever
- Natalie Wilkie

## Compétition

### Snowboard
La délégation canadienne au para-snowboard est composée de quatre athlètes : deux femmes, la Québécoise Sandrine Hamel (SB-LL2) et la Saskatchewanaise Lisa DeJong (SB-LL2) ainsi que deux hommes, l'Ontarien Alex Massie (SB-LL2) et le Britanno-Colombien Tyler Turner (SB-LL1). Hamel et Massie sont des vétérans ayant déjà représenté le Canada aux Jeux de Pyeongchang en 2018.